# تریسی آلمن
تریسی آلمن (انگلیسی: Tracey Ullman؛ زاده ۳۰ دسامبر ۱۹۵۹) یک هنرپیشه اهل انگلستان است.

## بخشی از فیلمشناسی
از فیلم‌ها یا برنامه‌های تلویزیونی که وی در آن نقش داشته‌است می‌توان به آثار زیر اشاره کرد.
- سلامم را به برود استریت برسانید (۱۹۸۴)
- فراوانی (۱۹۸۵)
- مرگ درخور اوست (۱۹۹۲)
- مقدسین خانواده (۱۹۹۳)
- گلوله‌ها بر فراز برادوی (۱۹۹۴)
- آماده پوشیدن (۱۹۹۴)
- کله‌پوک‌ها(۱۹۹۴)
- هر کاری خواهم کرد (۱۹۹۴)
- همه می‌گویند دوستت دارم (۱۹۹۶)
- دزدهای خرده‌پا (۲۰۰۰)
- وحشت (۲۰۰۰)
- عروس مرده (۲۰۰۵)
- زندگی جدید کرانک (۲۰۰۵)
- ملکه (فیلم ۲۰۰۶) (۲۰۰۶)
- برآب‌رفته (۲۰۰۶)
- افسانه دسپراکس (۲۰۰۸)
- به‌سوی جنگل (فیلم) (۲۰۱۴)
- پخش زنده شنبه شب (۱۹۸۷)
- نمایش تریسی آلمن (۱۹۸۷–۱۹۹۰)
- سسمی استریت (۱۹۸۹)
- تو را تا مرگ دوست دارم (۱۹۹۰)
- سیمپسون‌ها (۱۹۹۱)
- تریسی آلمن
- داون فرنچ (۲۰۰۶)
- من هرگز نمی‌تونم همسر تو باشم (۲۰۰۷)
- جایزه مرکز کندی (۲۰۱۱)
- آشنایی با مادر (۲۰۱۴)
- دختران (مجموعه تلویزیونی آمریکایی) (۲۰۱۷)